# Hooge Vuursche
Hooge Vuursche is een landgoed en voormalige buurtschap bij Lage Vuursche, gemeente Baarn. Het ligt aan de weg van Baarn naar Hilversum, de Hilversumsestraatweg. Voor de postcodes ligt Hooge Vuursche "in" Baarn.
Tot en met 1857 behoorde het tot de gemeente De Vuursche. In 1840 telde het 53 inwoners in 4 huizen.

## Kasteel
Het belangrijkste gebouw van de Hooge Vuursche is het gelijknamige kasteel, tegenwoordig in gebruik als congrescentrum.

## Landgoed
Het 19 hectare grote landgoed Hooge Vuursche is een onderdeel van de 1200 hectare grote Boswachterij De Vuursche. Hiertoe behoren ook landgoed Buitenzorg, landgoed Groeneveld, Paardenbos, Roosterbos, Baarnse Bos, Lage Vuursche, de Zeven Linden en De Stulp.
Het beheer door Staatsbosbeheer is gericht op het terugkrijgen van het oorspronkelijke eiken- en berkenbos. In de Hooge Vuursche wisselen loofbossen en dennenbossen elkaar dus af. Midden in het bos bevinden zich enkele weilandjes. De witte paaltjesroute voert langs de Kruisvijver en de Pannenkoekvijver. 
De Pannenkoekvijver kreeg haar bijnaam door de vorm. De ronde vijver heeft een sloot aan de zuidzijde die als steel van de koekenpan kan worden beschouwd. In de vijver ligt een eilandje dat met bomen begroeid is. De kruisvormige vijver lag vroeger in de zichtlijn van het eerste kasteel de Hoge Vuursche dat lang geleden is afgebroken. Aan de Kaapweg ligt een paalkampeerplaats voor drie trekkerstenten.
In het gebied zijn Neolithische bewoningssporen aangetroffen. Ook liggen er meerdere grafheuvels.
In de Vuursche broeden meer dan zestig vogelsoorten, waaronder vier spechtensoorten. Daarnaast komen er roofvogels voor als buizerd, sperwer, havik, boomvalk, wespendief, bosuil en ransuil.

## Galerie

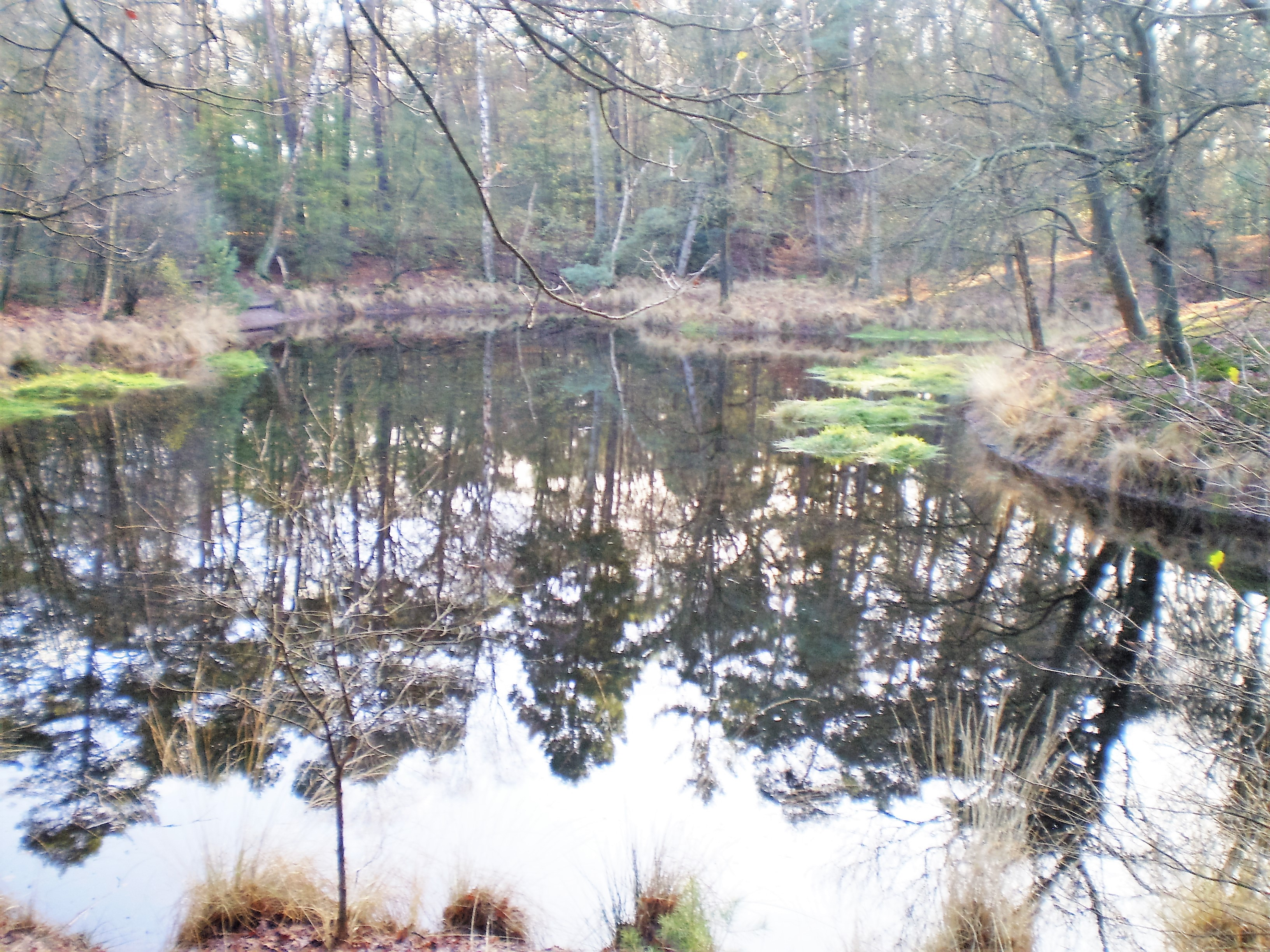
Pannenkoekvijver richting de 'steel' met rechts het eilandje
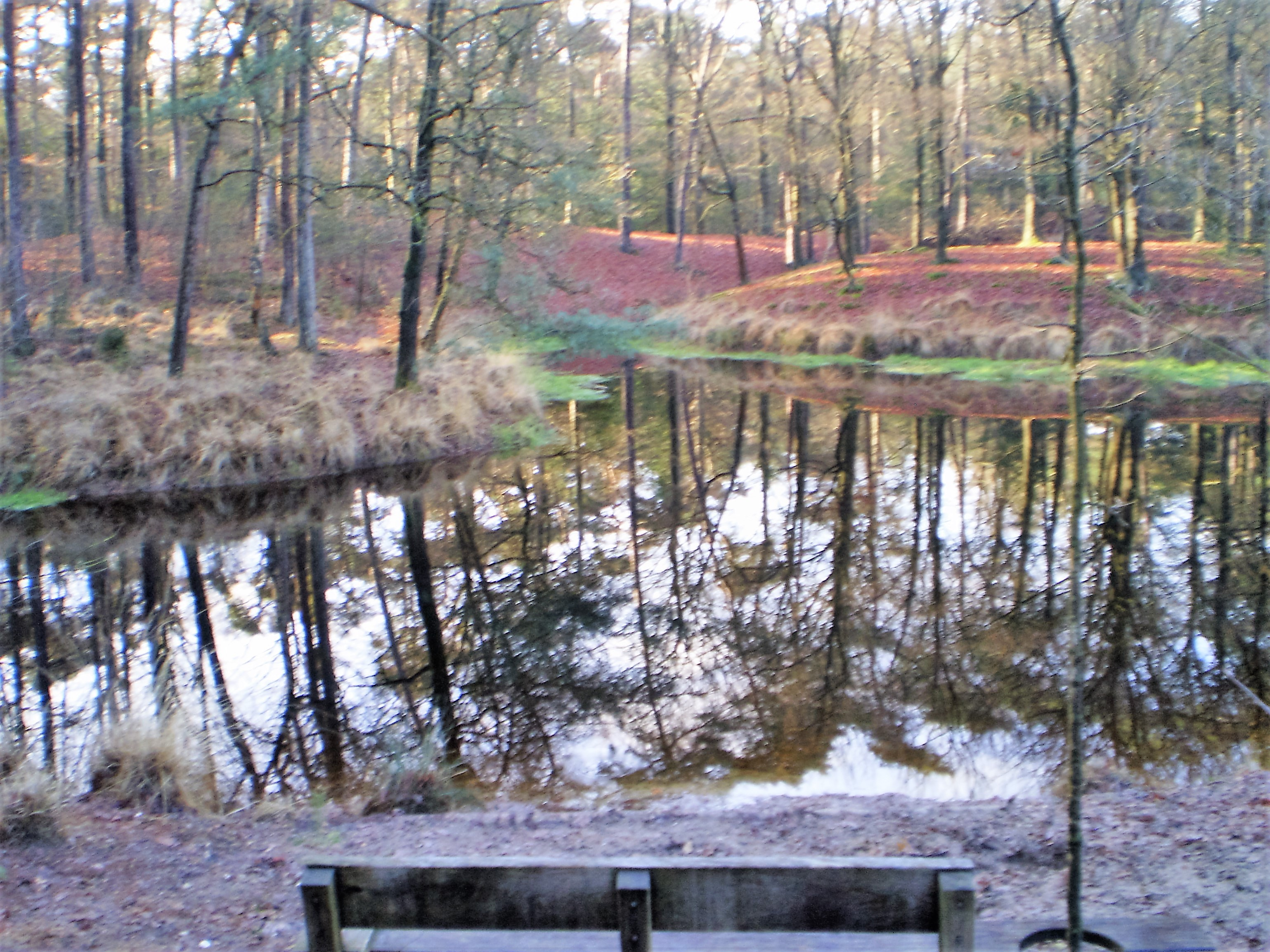
Pannenkoekvijver met rechts het eilandje
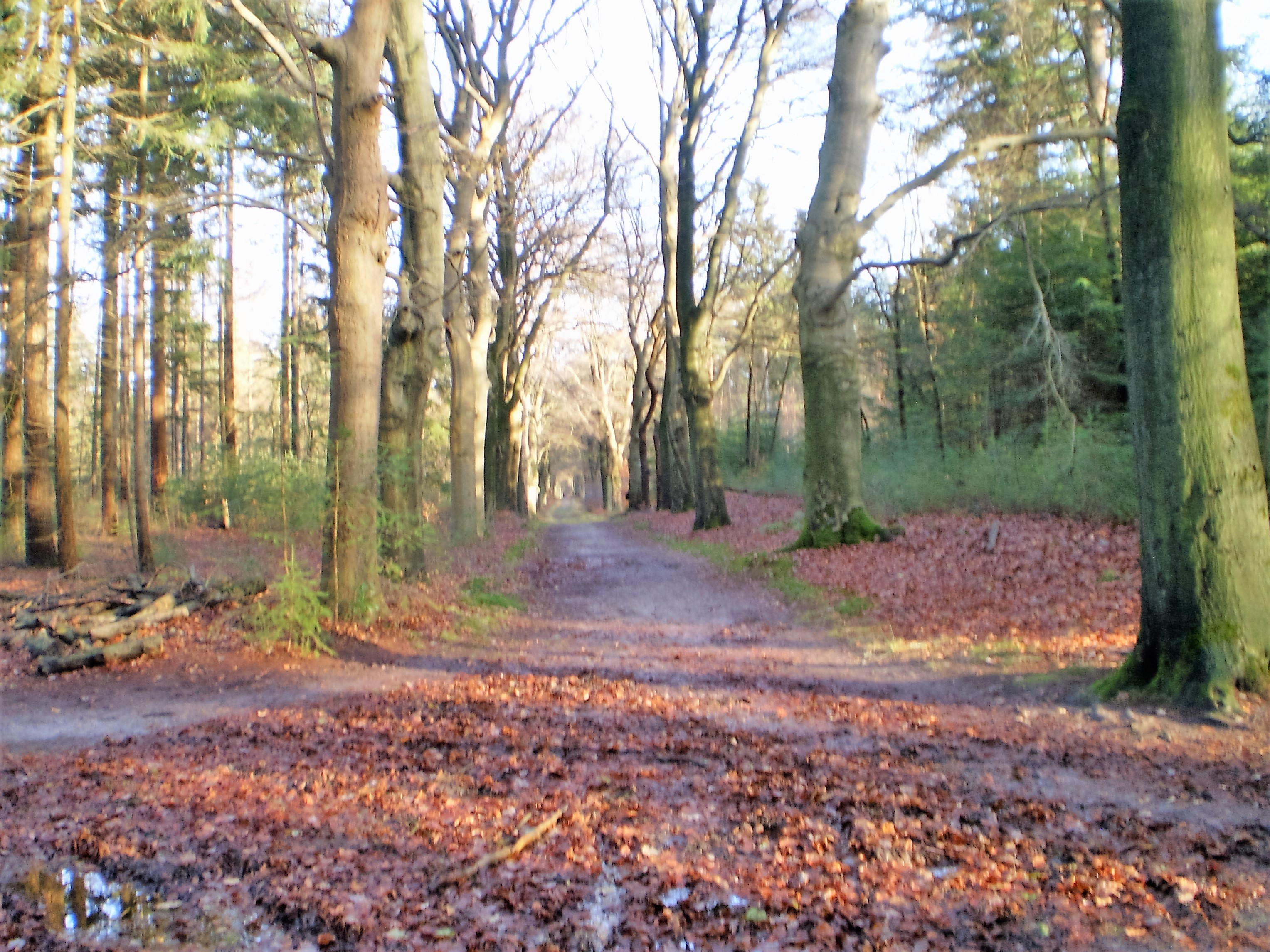
lange lanen als zichtlijnen in het bos
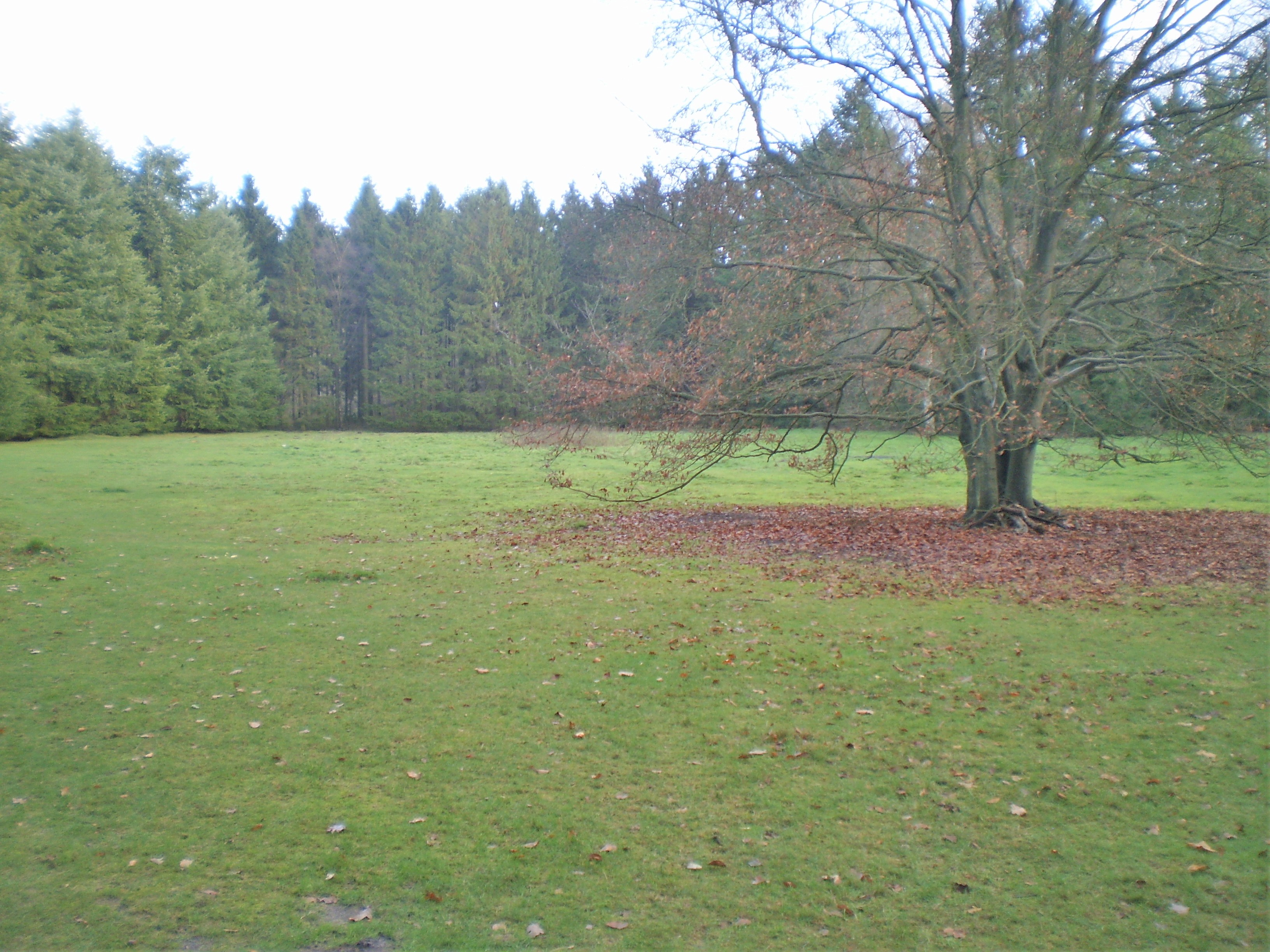
open terrein
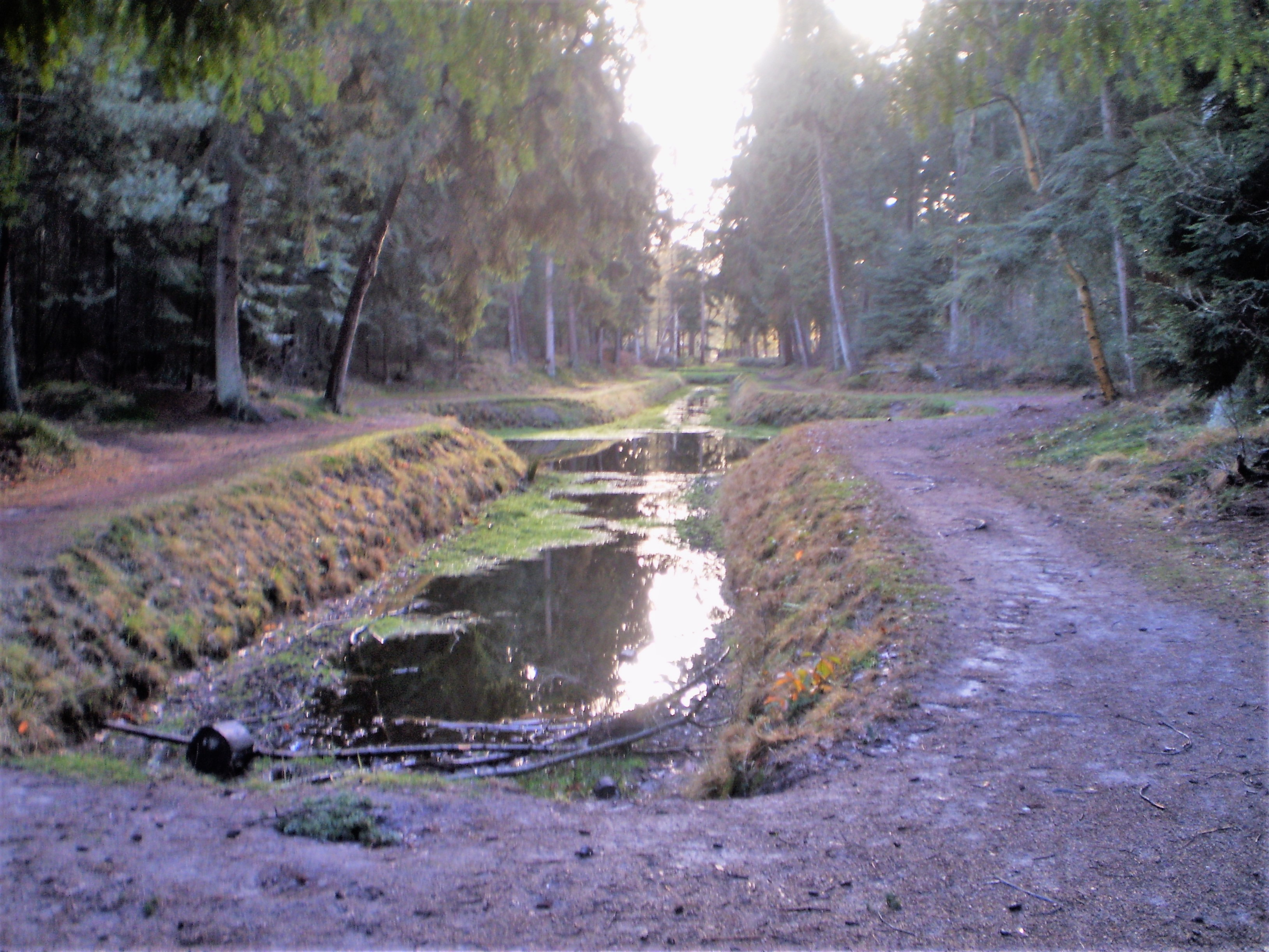
Kruisvijver